# 小泉せつ子
小泉 せつ子（こいずみ せつこ）は、日本の放送作家、脚本家、コピーライター、CMプランナー。男性。東京都出身。月刊誌のコラムを担当したり、たけし軍団野球イベントのプロデュースも手がける。日本脚本家連盟正会員。日本放送作家協会正会員。TVでは主にバラエティ、スポーツ、情報番組、経済番組の構成を担当している。

## 来歴・人物
小学校3年からテレビ、ラジオ番組へのハガキ投稿を始める。高校卒業までに首都圏のすべての民放ラジオ局で葉書を読まれる。大学進学に伴い休筆したが卒業後しばらくして1981年放送開始のニッポン放送のラジオ番組『ビートたけしのオールナイトニッポン』に番組初期から投稿を始め、名物ハガキ職人として一世を風靡した。当初は本名で投稿していたがその後現在のペンネームに改めた。なおペンネームの由来は小泉八雲の夫人である小泉節子ではなく知人の女性の名前である。1990年の番組終了時に番組に出演しビートたけしに放送作家になりたいと直訴したところ、ダンカンを通して放送作家としてデビューした。
記念すべきデビュー作『北野ファンクラブ』の番組構成には先にデビューしていたそーたにとおちまさとがいた。実は彼ら2人も『ビートたけしのオールナイトニッポン』のリスナーでありハガキ職人出身。しかし、投稿しても余り読まれなかったのでこの事実を知る人は少ない。
『北野ファンクラブ』では小泉が担当した『亀有ブラザーズ』のコーナーが話題を呼んだ。
1992年に扶桑社から出版された『北野ファンクラブ』の本に携わったのを皮切りに、1995年 主婦と生活社から創刊された月刊誌『まんぱち』でコラムデビュー。『見たか逆転満塁さよなら顔面デッドボール～略して逆マン』がコアなマニアの注目を集める。1998年『ユリイカ』（2月臨時増刊）『北野武、そして／あるいはビートたけし』では同じくハガキ職人だったCMプランナーの中根一薫との対談と『ビートたけしテレビ番組グラフィティ』を担当。変わったところでは『辰吉丈一郎写真集』の構成やエッセイも手がけている。
テレビCMでは、イトーヨーカドー、バンダイ、セブンイレブン、東洋水産『まるちゃん 赤いきつねと緑のたぬき』、ゆうちょ、かんぽ、大正製薬、日産自動車など。
ドラマはCATVで5時間にも及ぶホームコメディ『ゆうちょ家族』の脚本、そして当時の郵政省がこども郵便局の普及啓蒙を目的に、全国の小学校にビデオで配布された『進め!ゆうゆう小学校』の脚本を執筆した。

## エピソード
- ハガキ職人時代、ビートたけし愛用のFICCE（ドン小西のファッションブランド）のセーターをもらったことがある。前述の『北野武、そして／あるいはビートたけし』にはセーターを着た小泉の写真が掲載されている。
- 同じくハガキ職人時代、時々自分のハガキ職人としての実力が落ちていないかをチェックするため、他の番組、それも人気のある番組の一番競争率の高そうなコーナーを選んで短期間投稿していたことを、月刊『ラジオパラダイス』1990年8月号（最終号）の特別寄稿で明かしている。同特別寄稿では、実力チェックの際には小泉せつ子とばれないように名前を変えていたが、『デーモン小暮のオールナイトニッポン』で『紅小路浩（べにこうじ ひろし）』という名前で投稿したところ、デーモン小暮に紅小路浩が小泉せつ子であることを見破られたというエピソードも明かしている。
- 彼が作家デビューした『北野ファンクラブ』の後番組である『北野富士』のコントコーナー「オヤジ生態学」居酒屋編の中でエキストラ出演している。

## 主な担当番組
- 北野ファンクラブ（フジテレビ）
- TVチャンピオン（テレビ東京 ※裏番組が『ビートたけしのつくり方』時代のみ、スタッフロール非表示）
- F1グランプリ（フジテレビ）
- 東京ジモティ（フジテレビ）
- 土曜一番!花やしき（フジテレビ）
- 岡三投資ナビ（三重テレビ）
- 佐藤琢磨 熱きF1魂～ポディウムに日の丸を～（フジテレビ）
- F1トヨタ2年目の情熱 匠たちの夢（フジテレビ）
- すぽると!フォーミュラゾーン（フジテレビ）
- ウォッチャ!（フジテレビ）
- 週刊スポーツTV（BSフジ）
- お叱り!丸刈りーた（テレビ東京）
- 今夜は好奇心!静岡（テレビ静岡）
- ソルトレイク・オリンピック（フジテレビ）
- チャンネル北野特別編（スカイパーフェクトTV）
- 銀座七丁目ハートビートクラブ（HBC北海道放送）
- ようこそ!ドリームバスツアー（CS旅チャンネル）
- 佐藤弘道の旅　笑顔に逢いたい（CS旅チャンネル）
- 一流シェフ 炎の舞台裏（テレビ朝日）